# Freedom of Information Act 2000
Ne doit pas être confondu avec Freedom of Information Act (États-Unis).
Lire en ligne

Lire sur le site legislation.gov.uk

Le Freedom of Information Act 2000 (FOIA, en français, loi sur la liberté d'information de 2000) est une loi britannique promulguée par le gouvernement de Tony Blair, visant à permettre et réguler la liberté d'accès aux documents administratifs. L'Information Commissioner's Office (ICO), nouveau nom donné par la loi au Data Protection Commissioner (en), est chargé de l'application de la loi.

## Régimes spécifiques
Elle ne couvre pas l'Écosse, où le régime juridique est fixé par le Freedom of Information (Scotland) Act 2002 (en), ni le domaine environnemental, régi par le Environmental Information Regulations 2004, qui entre en vigueur le 1er janvier 2005.
Le FOIA lui-même est progressivement entré en vigueur à partir du 30 novembre 2000, l'ensemble de ses dispositions étant en vigueur le 1er janvier 2005.
Par ailleurs, ce droit d'accès ne concerne pas les données personnelles, lesquelles sont régies par le Data Protection Act 1998.

## Contexte
Lors de l'élections générales de 1997, le Parti travailliste avait fait de cette loi l'une de ses promesses de campagne. Un White Paper avait alors été rédigé par David Clark, chargé de la Défense au shadow cabinet de l'opposition. La loi votée fut cependant largement en retrait par rapport aux projets du Labour et au projet de loi initial.

## Portée et exemptions
La loi vaut pour tout organisme public (y compris les QUANGOs, comme la BBC, et les entreprises étatiques). Plus de 100 000 organismes, y compris les écoles et municipalités, sont ainsi concernés.
Néanmoins, comme toute loi régissant la liberté d'accès aux documents administratifs, des exemptions sont prévues. Celles-ci sont de deux types: les exemptions absolues (concernant, par exemple, les services de renseignement), et les exemptions qui doivent être justifiées au nom de l'intérêt public (par exemple, la défense des intérêts économiques du Royaume, ou encore la protection de la vie privée, encadrée par le Data Protection Act 1998 ou de la confidentialité des sources journalistiques).
En 2005, le Access to Information Central Clearing House (en) fut mis en place par le gouvernement afin d'uniformiser la politique d'accès fixée par l'administration. C'est ce bureau qui est chargé de conseiller l'ICO sur les dossiers posant question ou dotés d'un intérêt maximal. Les décisions de l'ICO ne sont pas contraignantes, le gouvernement pouvant mettre son veto. En cas de refus donné par l'ICO, le pétitionnaire peut interjeter appel devant une juridiction spécialisée, l'Information Tribunal (en), devenu en 2010 une chambre spéciale du First-tier Tribunal (en) à la suite de la réforme de l'administration de la justice de 2007 (Tribunals, Courts and Enforcement Act 2007 (en)).

## Spécificité
Outre les régimes spécifiques (environnement et données personnelles) non couverts par cette loi, le FOIA britannique présente la particularité, par rapport, notamment, au Freedom of Information Act des États-Unis, de ne pas permettre à un organisme de s'opposer à la délivrance d'information dès lors que celle-ci a été transmise à l'administration. Cela concerne en particulier les entreprises : lorsque celles-ci ont transmis des informations à l'administration, celle-ci est seule juge de la légitimité de leur transmission au public, et ne peut s'y opposer par voie contentieuse (procédure courante aux États-Unis, connue sous le nom de "reverse FOI application", ou « demande inversée de FOI »).

## Utilisations
120 000 requêtes FOIA sont faites chaque année, dont 60 % par des citoyens ordinaires. Les entreprises font environ 20 % des requêtes, et les journalistes 10 %. Parmi ces dernières, le FOIA permet à la presse de révéler divers faits et scandales, dont celui concernant la torture en Irak, celui concernant les dépenses des parlementaires (2009), etc.
La journaliste d'enquête Stefania Maurizi tente de savoir, à travers la loi britannique d'accès à l'information, si le Crown Prosecution Service a échangé des informations avec la justice américaine au sujet d'une possible extradition de Julian Assange vers les États-Unis. Grâce à cette loi, la journaliste met également en lumière la coopération du Metropolitan Police Service avec la justice américaine dans la cadre d'une enquête secrète de cette dernière sur trois journalistes, dont deux de nationalité britannique.

## Portail data.gov.uk et Public Sector Transparency Board
En 2009, Gordon Brown annonçait la plate-forme beta du portail Data.gov.uk (en), qui fut officiellement lancé en janvier 2010. Ce portail compile un certain nombre de données issues de documents administratifs, presque tous sous un copyright (ou « copyleft ») spécifique, le Open Government Licence, fondé sur le modèle Creative Commons 3 (ré-utilisation possible avec attribution d'auteur, pas de royalty et non-exclusivité). Parallèlement, en juin 2010, le gouvernement a créé le Public Sector Transparency Board (en), lequel comporte comme membres deux professeurs et militants connus du mouvement open data et qui sont directement responsables de la création de Data.gov, Tim Berners-Lee et Nigel Shadbolt.